# 73. Międzynarodowy Festiwal Filmowy w Wenecji
73. Międzynarodowy Festiwal Filmowy w Wenecji odbył się w dniach 31 sierpnia − 10 września 2016 roku. Imprezę otworzył pokaz amerykańskiego filmu La La Land w reżyserii Damiena Chazelle'a. W konkursie głównym zaprezentowano 20 filmów pochodzących z 11 różnych krajów.
Jury pod przewodnictwem brytyjskiego reżysera Sama Mendesa przyznało nagrodę główną festiwalu, Złotego Lwa, filipińskiemu filmowi Kobieta, która odeszła w reżyserii Lava Diaza. Drugą nagrodę w konkursie głównym, Grand Prix Jury, przyznano amerykańskiemu filmowi Zwierzęta nocy w reżyserii Toma Forda.
Honorowego Złotego Lwa za całokształt twórczości odebrali francuski aktor Jean-Paul Belmondo i polski reżyser Jerzy Skolimowski. Galę otwarcia i zamknięcia festiwalu prowadziła włoska aktorka Sonia Bergamasco.

## Członkowie jury

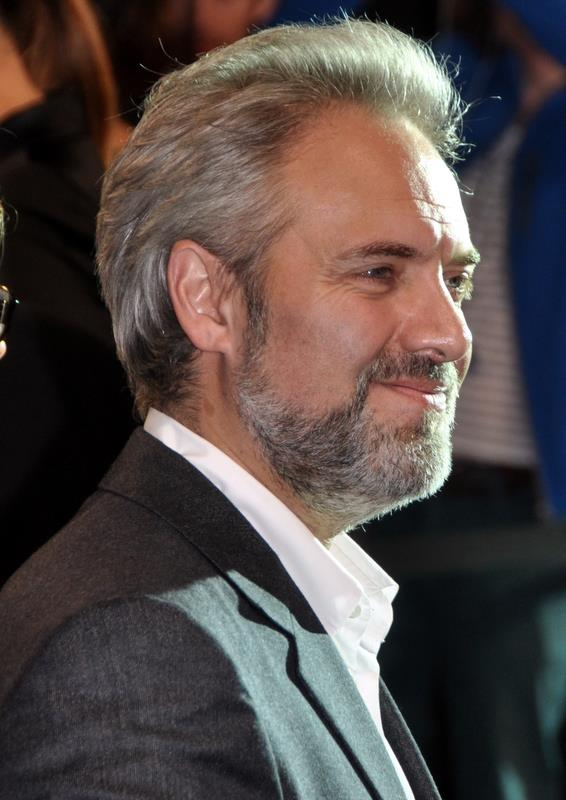
Przewodniczący jury konkursu głównego Sam Mendes.

### Konkurs główny
- Sam Mendes, brytyjski reżyser − przewodniczący jury[7]
- Laurie Anderson, amerykańska artystka wizualna i reżyserka
- Gemma Arterton, brytyjska aktorka
- Giancarlo De Cataldo, włoski pisarz i scenarzysta
- Nina Hoss, niemiecka aktorka
- Chiara Mastroianni, francuska aktorka
- Joshua Oppenheimer, amerykański reżyser
- Lorenzo Vigas, wenezuelski reżyser
- Zhao Wei, chińska aktorka

### Sekcja "Horyzonty"
- Robert Guédiguian, francuski reżyser − przewodniczący jury
- Jim Hoberman, amerykański krytyk filmowy
- Nelly Karim, egipska aktorka
- Valentina Lodovini, włoska aktorka
- Chema Prado, dyrektor Filmoteki Hiszpańskiej
- Moon So-ri, południowokoreańska aktorka
- Chaitanya Tamhane, indyjski reżyser

### Nagroda im. Luigiego De Laurentiisa
- Kim Rossi Stuart, włoski aktor − przewodniczący jury
- Rosa Bosch, hiszpańska producentka filmowa
- Brady Corbet, amerykański aktor i reżyser
- Pilar López de Ayala, hiszpańska aktorka
- Serge Toubiana, dyrektor generalny Cinémathèque Française

## Selekcja oficjalna

### Otwarcie i zamknięcie festiwalu
|             | Tytuł               | Reżyseria       | Kraj produkcji    |
| ----------- | ------------------- | --------------- | ----------------- |
| Otwierający | La La Land          | Damien Chazelle | Stany Zjednoczone |
| Zamykający  | Siedmiu wspaniałych | Antoine Fuqua   | Stany Zjednoczone |

### Konkurs główny
Następujące filmy zostały wyselekcjonowane do udziału w konkursie głównym o Złotego Lwa:
| Tytuł polski                                  | Tytuł oryginalny                  | Reżyseria                          | Kraj produkcji    |
| --------------------------------------------- | --------------------------------- | ---------------------------------- | ----------------- |
| Kobieta, która odeszła                        | Ang babaeng humayo                | Lav Diaz                           | Filipiny          |
| Nowy początek                                 | Arrival                           | Denis Villeneuve                   | Stany Zjednoczone |
| Outsiderka                                    | The Bad Batch                     | Ana Lily Amirpour                  | Stany Zjednoczone |
| Piękne dni                                    | Les beaux jours d'Aranjuez        | Wim Wenders                        | Francja           |
| Wendeta                                       | Brimstone                         | Martin Koolhovens                  | Holandia          |
| Honorowy obywatel                             | El ciudadano ilustre              | Mariano Cohn i Gastón Duprat       | Argentyna         |
| Ślepy Chrystus                                | El Cristo ciego                   | Christopher Murray                 | Chile             |
| Frantz                                        | Frantz                            | François Ozon                      | Francja           |
| Jackie                                        | Jackie                            | Pablo Larraín                      | Stany Zjednoczone |
| La La Land                                    | La La Land                        | Damien Chazelle                    | Stany Zjednoczone |
| Światło między oceanami                       | The Light Between Oceans          | Derek Cianfrance                   | Australia         |
| Zwierzęta nocy                                | Nocturnal Animals                 | Tom Ford                           | Stany Zjednoczone |
| Na mlecznej drodze                            | На млечном путу On the Milky Road | Emir Kusturica                     | Serbia            |
| Piuma                                         | Piuma                             | Roan Johnson                       | Włochy            |
| Te dni                                        | Questi giorni                     | Giuseppe Piccioni                  | Włochy            |
| Raj                                           | Рай Raj                           | Andriej Konczałowski               | Rosja             |
| Nieoswojeni                                   | La región salvaje                 | Amat Escalante                     | Meksyk            |
| Spira Mirabilis. Poszerzenie pola świadomości | Spira Mirabilis                   | Massimo D'Anolfi i Martina Parenti | Włochy            |
| Historia pewnego życia                        | Une vie                           | Stéphane Brizé                     | Francja           |
| Voyage of Time                                | Voyage of Time: Life's Journey    | Terrence Malick                    | Stany Zjednoczone |

### Pokazy pozakonkursowe
Następujące filmy zostały wyświetlone na festiwalu w ramach pokazów pozakonkursowych:

#### Filmy fabularne
| Tytuł polski               | Tytuł oryginalny      | Reżyseria                        | Kraj produkcji    |
| -------------------------- | --------------------- | -------------------------------- | ----------------- |
| Nigdy więcej               | À jamais              | Benoît Jacquot                   | Francja           |
| Droga mistrza              | The Bleeder           | Philippe Falardeau               | Stany Zjednoczone |
| Gantz: O                   | Gantz: O              | Yasushi Kawamura i Keiichi Saitô | Japonia           |
| Przełęcz ocalonych         | Hacksaw Ridge         | Mel Gibson                       | Australia         |
| Podróż                     | The Journey           | Nick Hamm                        | Wielka Brytania   |
| Siedmiu wspaniałych        | The Magnificent Seven | Antoine Fuqua                    | Stany Zjednoczone |
| Gra cieni                  | 밀정 Mil-jeong        | Kim Jee-woon                     | Korea Południowa  |
| Góra                       | Monte                 | Amir Naderi                      | Włochy            |
| Planetarium                | Planetarium           | Rebecca Zlotowski                | Francja           |
| Tommaso                    | Tommaso               | Kim Rossi Stuart                 | Włochy            |
| Młody papież (odcinki 1-2) | The Young Pope        | Paolo Sorrentino                 | Włochy            |

#### Filmy dokumentalne
| Tytuł polski               | Tytuł oryginalny           | Reżyseria                                                     | Kraj produkcji    |
| -------------------------- | -------------------------- | ------------------------------------------------------------- | ----------------- |
| Amerykański anarchista     | American Anarchist         | Charlie Siskel                                                | Stany Zjednoczone |
| Assalto al cielo           | Assalto al cielo           | Francesco Munzi                                               | Włochy            |
| Austerlitz                 | Austerlitz                 | Siergiej Łoznica                                              | Niemcy            |
| I Called Him Morgan        | I Called Him Morgan        | Kasper Collin                                                 | Szwecja           |
| One More Time with Feeling | One More Time With Feeling | Andrew Dominik                                                | Wielka Brytania   |
| Nasza wojna                | Our War                    | Benedetta Argentieri, Bruno Chiaravalloti i Claudio Jampaglia | Włochy            |
| Safari                     | Safari                     | Ulrich Seidl                                                  | Austria           |

### Sekcja "Horyzonty"
Następujące filmy zostały wyświetlone na festiwalu w ramach sekcji "Horyzonty":
| Tytuł polski                 | Tytuł oryginalny              | Reżyseria                         | Kraj produkcji    |
| ---------------------------- | ----------------------------- | --------------------------------- | ----------------- |
| Boys in the Trees            | Boys in the Trees             | Nicholas Verso                    | Australia         |
| Ciemna noc                   | Dark Night                    | Tim Sutton                        | Stany Zjednoczone |
| Dawson City: Czas zatrzymany | Dawson City: Frozen Time      | Bill Morrison                     | Stany Zjednoczone |
| Pustelnicy                   | Die Einsiedler                | Ronny Trocker                     | Niemcy            |
| Gukoroku - ślady grzechu     | 愚行録 Gukôroku               | Kei Ishikawa                      | Japonia           |
| Dom                          | Home                          | Fien Troch                        | Belgia            |
| Sinobrody                    | Kékszakállú                   | Gastón Solnicki                   | Argentyna         |
| Król Belgów                  | King of the Belgians          | Peter Brosens i Jessica Woodworth | Belgia            |
| Wielki świat                 | Koca Dünya                    | Reha Erdem                        | Turcja            |
| Gorzki pieniądz              | 苦钱 Ku Qian                  | Wang Bing                         | Hongkong          |
| Przez ścianę                 | לעבור את הקיר Laavor et hakir | Rama Burshtein                    | Izrael            |
| Uwolnij mnie                 | Liberami                      | Federica Di Giacomo               | Włochy            |
| Malaria                      | مالاریا Malaria               | Parviz Shahbazi                   | Iran              |
| Maudite poutine              | Maudite poutine               | Karl Lemieux                      | Kanada            |
| Największe marzenie          | Il più grande sogno           | Michele Vannucci                  | Włochy            |
| Podarować życie              | Réparer les vivants           | Katell Quillévéré                 | Francja           |
| Święty Jerzy                 | São Jorge                     | Marco Martins                     | Portugalia        |
| Białe słońce                 | सेतो सुर्य Seto Surya             | Deepak Rauniyar                   | Nepal             |
| Za późno na gniew            | Tarde para la ira             | Raúl Arévalo                      | Hiszpania         |

## Laureaci nagród

### Konkurs główny
Złoty Lew
- Kobieta, która odeszła, reż. Lav Diaz

Wielka Nagroda Jury
- Zwierzęta nocy, reż. Tom Ford

Srebrny Lew dla najlepszego reżysera
- Amat Escalante − Nieoswojeni
- Andriej Konczałowski − Raj

Nagroda Specjalna Jury
- Outsiderka, reż. Ana Lily Amirpour

Puchar Volpiego dla najlepszej aktorki
- Emma Stone − La La Land

Puchar Volpiego dla najlepszego aktora
- Oscar Martínez − Honorowy obywatel

Złota Osella za najlepszy scenariusz
- Noah Oppenheim − Jackie

Nagroda im. Marcello Mastroianniego dla początkującego aktora lub aktorki
- Paula Beer − Frantz

### Sekcja "Horyzonty"
Nagroda Główna
- Uwolnij mnie, reż. Federica Di Giacomo

Nagroda Specjalna Jury
- Wielki świat, reż. Reha Erdem

Nagroda za najlepszą reżyserię
- Fien Troch − Dom

Nagroda za najlepszą rolę żeńską
- Ruth Díaz − Za późno na gniew

Nagroda za najlepszą rolę męską
- Nuno Lopes − Święty Jerzy

Nagroda za najlepszy scenariusz
- Wang Bing − Gorzki pieniądz

Nagroda za najlepszy film krótkometrażowy
- Utracony głos, reż. Marcelo Martinessi

### Wybrane pozostałe nagrody
Nagroda im. Luigiego De Laurentiisa za najlepszy debiut reżyserski
- Ostatni z nas, reż. Ala Eddine Slim

Nagroda Publiczności w sekcji "Międzynarodowy Tydzień Krytyki"
- Los Nadie, reż. Juan Sebastian Mesa

Nagroda Główna w sekcji "Venice Days"
- The War Show, reż. Andreas Dalsgaard i Obaidah Zytoon

Nagroda Label Europa Cinemas dla najlepszego filmu europejskiego
- Krew Saamów, reż. Amanda Kernell

Nagroda sekcji "Venice Classics" za najlepiej odrestaurowany film
- L'uomo dei cinque palloni, reż. Marco Ferreri

Nagroda sekcji "Venice Classics" za najlepszy film dokumentalny o tematyce filmowej
- Egzaminy wstępne, reż. Claire Simon

Nagroda FIPRESCI
- Konkurs główny:  Historia pewnego życia, reż. Stéphane Brizé
- Sekcje paralelne:  Sinobrody, reż. Gastón Solnicki

Nagroda im. Francesco Pasinettiego (SNGCI - Narodowego Stowarzyszenia Włoskich Krytyków Filmowych)
- Najlepszy włoski film:  Nierozłączne, reż. Edoardo De Angelis
- Najlepszy włoski aktor:  Michele Riondino − Światowa dziewczyna
- Najlepsza włoska aktorka:  Sara Serraiocco − Światowa dziewczyna
  - Nagroda Specjalna dla całej obsady:  Piuma, reż. Roan Johnson
  - Wyróżnienie Specjalne:  Angela Fontana i Marianna Fontana − Nierozłączne

Nagroda SIGNIS (Międzynarodowej Organizacji Mediów Katolickich)
- Piuma, reż. Roan Johnson
  - Wyróżnienie Specjalne:  Na mlecznej drodze, reż. Emir Kusturica

Queerowy Lew dla najlepszego filmu o tematyce LGBT
- Serce z kamienia, reż. Guðmundur Arnar Guðmundsson

Nagroda UNICEF-u
- Raj, reż. Andriej Konczałowski

Nagroda UNESCO
- Hotel Wyzwolenie, reż. Shubhashish Bhutiani

Honorowy Złoty Lew za całokształt twórczości
- Jean-Paul Belmondo
- Jerzy Skolimowski